# Kristjan Cavazza
Kristijan "Chris" Cavazza, slovenski glasbenik, * 1969 † 1991
Bil je kitarist v zasedbah Tretja kategorija (heavy metal) in Miladojka Youneed.
Skupina Tretja kategorija je bila (leta 1985) prva thrash metal black metal zasedba v zgodovini slovenskega metala.
Med snemanjem videospota skupine Miladojka Youneed je padel v jašek, nanj pa so padla še vrata. Zdrobilo mu je vratno vretence, umrl je leto kasneje zaradi krvavitve možganov.

## Zasebno
Bil je najstarejši sin igralca in režiserja Borisa Cavazze in brat dvojčkov Sebastijana in Damijana Cavazze.